# Shillong
Shillong (en hindi : शिलांग) est la capitale de l'État indien du Meghalaya. 

## Géographie
La ville est située à une altitude moyenne de 1 496 m, le point le plus haut étant « lum shyllong » à 1 965 m. Le climat de Shillong est beaucoup plus froid que celui du reste de l'Inde en étant subtropical avec des étés chauds et des hivers froids. Shillong reçoit cependant les moussons.
Shillong se situe au nord d'un plateau vallonné, au milieu et au centre des massifs montagneux, formé par les Garo, Khasi et les Jaintia.

## Histoire
Shillong n'a cessé de croître en taille et en importance, à partir d'un simple village en devenant en 1864 la ville principale des Khasi et le chef-lieu de l'ancien district du Raj britannique nommé Jaintia Hills. Il est même capitale de l'Eastern Bengal and Assam (en) durant plusieurs années. En 1874, pour la création de l'Assam, le chef administratif de la nouvelle province choisit la ville comme siège de la nouvelle administration en raison de son emplacement idéal entre la vallée du Brahmapoutre et celle de la Surma.
Shillong reste capitale de l'Assam jusqu'à la création du Meghalaya le 21 janvier 1972. À cette date, la capitale de l'Assam est transférée à Dispur.

## Personnalités liées à la ville
- Mimlu Sen (1949-), romancière indienne, née à Shillong.
- Arundhati Roy (1961-), romancière, essayiste et militante indienne, née à Shillong.